# Чорлівуд (станція)
51°39′15.12″ пн. ш. 0°31′5.88″ зх. д. / 51.6542000° пн. ш. 0.5183000° зх. д.

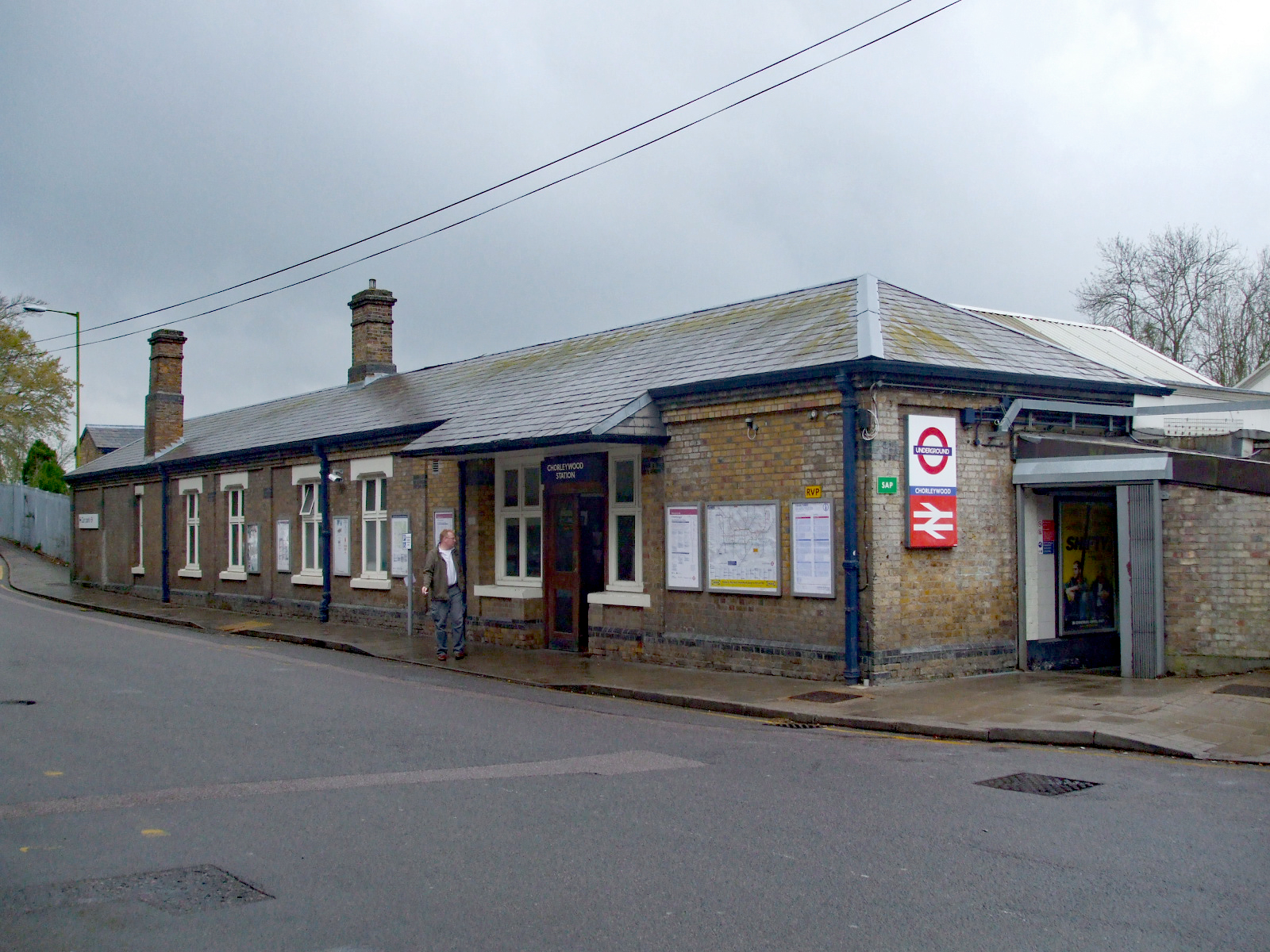
Вхід до станції Чорлівуд

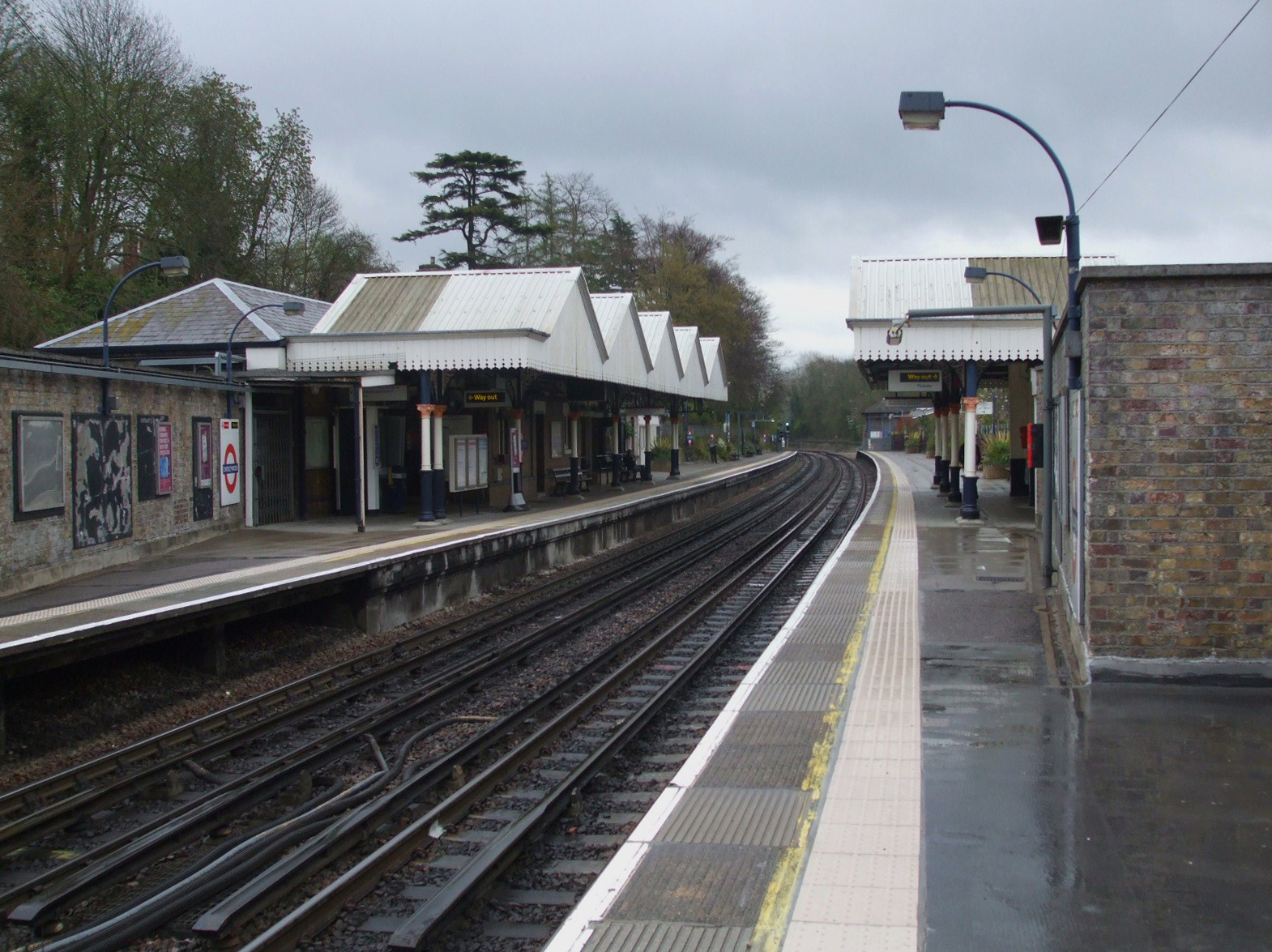
Платформа станції Чорлівуд

Чорлівуд (англ. Chorleywood) — станція лінії Метрополітен Лондонського метро та Chiltern Railways. Розташована у 7-й тарифній зоні, у місті Чорлівуд, у Гартфордширі, між станціями Челфонт-енд-Летімер та Рікмансворт. Пасажирообіг на 2017 рік для лінії Метрополітен — 0.75 млн. осіб, для Chiltern Railways — 0.553 млн. осіб
Конструкція станції — наземна відкрита з двома береговими платформами.

## Історія
- 8. липня 1889 — відкриття станції у складі Metropolitan Railway (сьогоденна Лінія Метрополітен)
- 14. листопада 1966 — закриття товарної станції[3]

## Послуги
| Попередня станція   | Лінія                                         | Лінія                               | Лінія | Наступна станція |
| ------------------- | --------------------------------------------- | ----------------------------------- | ----- | ---------------- |
| Челфонт-енд-Летімер |                                               | Лондонське метро Лінія Метрополітен |       | Рікмансворт      |
| Челфонт-енд-Летімер | Chiltern Railways Залізниця Лондон — Ейлсбері |                                     |       | Рікмансворт      |